# Passeig de Sunyer
El Passeig de Sunyer és un carrer de la ciutat de Reus a la comarca catalana del Baix Camp.
El nom el porta com a homenatge a Narcís Sunyer i Veciana (Reus 1768 - Barcelona 1847), protector de diverses institucions benèfiques reusenques i un dels promotors i administrador del Canal de Reus a Salou. El passeig transcorre des del Passeig de Mata, al lloc on hi ha la Font del Triptòlem, fins al carrer del camí de Riudoms. Durant el seu curs troba la Plaça de les Oques, d'urbanització posterior, on hi fan cap el Carrer de sant Joan i l'Avinguda del Doctor Vilaseca, començament de l'antiga carretera d'Alcolea o de Falset. Des del camí de Riudoms en avall el continua el Passeig de Prim. La inauguració es va fer el 1833, quan es va obrir un petit tram des del Passeig del Seminari o Passeig de Mata, però no va arribar la urbanització de la zona que toca al camí de Riudoms fins al 1890. Era vorejat de cases amb jardí. A la seva banda oest hi ha un barri de cases inicialment unifamiliars, que se n'havia dit del «Reus Deportiu Vell», ja que aquesta entitat hi va tenir a la rodalia el velòdrom i el camp de futbol. Aquest grup de cases és conegut també com a "barri dels Poetes", perquè tots els seus carrers porten noms de poetes catalans o castellans. Les cases actuals de les vores del Passeig de Sunyer són en la seva majoria blocs de molts pisos.
Un plànol de la ciutat de l'any 1905 mostra el passeig completament dibuixat i arbrat, i hi consten alguns dels equipaments de la ciutat, com ara l'Estació Enològica, les Escoles Prat de la Riba i l'Escorxador. El passeig no es va consolidar fins a l'any 1915, quan es va obrir el passeig de Prim, i va quedar definitivament enllestit amb la construcció de la plaça de les Oques el 1942.